# European Prospective Investigation into Cancer and Nutrition
Die European Prospective Investigation into Cancer and Nutrition (EPIC-Studie, wörtlich: Prospektive europäische Studie über Zusammenhänge zwischen Ernährung und Krebs) war eine prospektive, von 1992 bis 2000 laufende, multizentrische Studie.

## Motivation
Ziel war die Gewinnung einer breiten Datenbasis zur Erforschung der Zusammenhänge zwischen Ernährung, Lebensweise, Stoffwechsel, Erbfaktoren, Krebs und anderen chronischen Erkrankungen, die möglicherweise ernährungsbedingte Ursachen haben, wie der Typ-2-Diabetes, zum Gegenstand hatte. Untersucht wurde der Verzehr von Obst, Gemüse (Blattgemüse, Fruchtgemüse, Wurzelgemüse, Kohl, Pilze und Zwiebeln/Knoblauch) als auch der von Frucht- und Gemüsesäften.

## Konzept
An der Studie waren 23 Zentren in zehn europäischen Ländern mit 519.000 Studienteilnehmern beteiligt. Diese wurden wiederholt nach ihren Lebensgewohnheiten befragt und ihre Gesundheitsentwicklung beobachtet. Darüber hinaus standen von allen Probanden Blutproben und Messwerte für weitere Analysen zur Verfügung. Leitungsorgan der Studie war das EPIC-Steering-Komitee. Die zentrale Datenbank befindet sich bei der International Agency for Research of Cancer (IARC) der Weltgesundheitsorganisation in Lyon. Das Projekt wurde von der Europäischen Kommission gefördert.

### Deutsches Zentrum
Ein deutsches Zentrum stellt das Deutsche Institut für Ernährungsforschung Potsdam-Rehbrücke (DIfE) dar. In der Potsdamer EPIC-Teilstudie wurden über 27.000 Studienteilnehmer/-innen beobachtet.

### Ausgangsdaten
Das Durchschnittsalter der Studienteilnehmer zum Zeitpunkt der ersten Datenerhebung lag bei 51,5 Jahren. 65,4 Prozent der Teilnehmer waren weiblich. Während der durchschnittlichen Nachbeobachtungszeit von 9,7 Jahren starben 14.723 der Studienteilnehmer.

## Teilergebnisse
Die Studie läuft derzeit noch. Folgende Teil Ergebnisse ergaben sich bislang:
- Eine verringerte Salzzufuhr zusammen mit einer erhöhten Zufuhr von Kalium aus Obst oder Gemüse sorgen für einen gesunden Blutdruck.
- Körperliche Aktivität ist ein guter Indikator für eine größere Lebenserwartung und weniger Knochenbrüche.
- Eine hohe Zufuhr von Ballaststoffen schützt gegen Darmkrebs.[1]
- Adipositas erhöht das Risiko für verschiedene Krebserkrankungen.
- Hohe Werte an Sexualhormonen erhöhen das Risiko für Brustkrebs.
- Ein hoher Konsum von Fett erhöht das Risiko für Brustkrebs.
- Ein hoher Konsum von Obst und Gemüse beugt frühzeitigem Tod vor.[2]
- Hohe Blutzuckerwerte sind mit einem erhöhten Risiko für Herzerkrankungen assoziiert.
- Der Konsum von Obst und Gemüse wirkte sich positiv auf fünf von 14 untersuchten Krebsarten aus. Bei 9 Krebsarten wurde hingegen kein Effekt festgestellt.[3]
- Es wird geschätzt, dass die Kombination von folgenden vier Verhaltensweisen zu etwa 14 Jahre längeren Leben führt: Nichtrauchen, körperliche Aktivität, moderater Alkoholkonsum, der Konsum von fünf Portionen Obst und Gemüse am Tag.[4]
- Teilnehmer, die täglich mehr als 160 Gramm verarbeitetes Fleisch aßen, hatten ein 44 Prozent höheres Risiko, in der Zeit der Studie zu sterben, als Teilnehmer, die nur rund 20 Gramm pro Tag verzehrten. Für den erhöhten Konsum von Geflügel und rotem Fleisch konnte kein statistisch signifikanter Zusammenhang belegt werden.[5]
- Teilnehmer mit einem hohen BMI starben im Vergleich zu Teilnehmern mit mittlerem BMI häufiger an Krebs- oder Herz-Kreislauf-Erkrankungen. Studienteilnehmer mit einem niedrigen BMI starben hingegen häufiger an Erkrankungen der Atmungsorgane.
- Der Konsum von rohem Gemüse, Ballaststoffen, eine mediterrane, pflanzliche, vegetarische, vegane oder pescetarische Ernährung sind mit einer geringeren Krebs-Mortalität assoziiert.[6]